# Sindssyge ting
Sindssyge Ting er det 7. studiealbum udgivet af musikgruppen Suspekt den 14. februar 2020. Albummet består af 15 sange med en samlet længde på 1 time og 2 min. Lige siden suspekt udgav singlen "Gonzo" den 24. maj 2019, som endte med at dominere sommerens hitliste, havde albummet været under opsejling. "Gonzo" vandt også årets hit ved Zulu Awards 2020, og Suspekt blev kåret som årets gruppe ved Danish Music Awards 2020.  
Albummet giver lytteren et indblik i alt hvad bandet har oplevet siden de udgav deres 6 album "100% Jesus" den 17. februar 2017. 
Sindssyge ting blev kåret som Danmarks andet bedste album i 2020 af Soundvenue. 
Bandet som består af Andreas Bai Duelund (Bai-D), Emil Simonsen (Orgi-E) og Rune Rask var på turne' i 2020, men nåede ikke at afslutte den grundet Covid-19
Albummet er lavet og udgivet af pladeselskaberne Universal Music A/S og Tabu Records.
Albummet er produceret af Rune Rask og Jonas Vestergaard
Tekst og vokal: Andreas Bai Duelund og Emil Simonsen 

## Spor
Albummet er delt ind i to plader.
| 1. | "Mer Prestige Mer Pastis" | U$O og Marwan | 4:28 |
| 2. | "Kom Og Tag Mine Øjne,"   |               | 3:57 |
| 3. | "Vil Du Med..."           | Tessa         | 3:35 |
| 4. | "Fang Mig I En Brandert," |               | 3:21 |

| 5. | "Min Ven Min Ven," | 3:44 |
| 6. | "Dø I Norden,"     | 4:18 |
| 7. | "Viking I Blodet"  | 3:13 |
| 8. | "Helt Fuckt,"      | 2:36 |

| 1. | "Gonzo,"                           |             | 2:53 |
| 2. | "Lykken Kommer"                    | Anne Linnet | 2:53 |
| 3. | "Kroppen Og Mit Ansigt (Gråvejr)," |             | 9:32 |

| 5. | "Det Goe Det Grønne" | 5:31 |
| 6. | "Sindssyge Ting,"    | 3:37 |
| 7. | "Jeg Har Det Fedt"   | 4:11 |
| 8. | "Hundetime"          | 3:44 |

## Tour
I forbindelse med udgivelsen blev Sindssyg Arena Tour 2020, hvor en af en tour blev aflyst pga. Covid-19. Derudover skulle de også have spillet på årets Roskilde festival. 
14/11-2020, Jyske Bank Arena, Odense, Danmark
21/11-2020, Jyske Bank Box, Herning, Danmark
27/11-2020, Gigantium, Aalborg, Danmark
05/12-2020, Royal Arena, København, Danmark

## Hitlister og certificeringer
| Hitliste (2020)        | Højeste placering |
| ---------------------- | ----------------- |
| Danmark (Album Top-40) | 1                 |

| Hitliste (2020) | Placering |
| --------------- | --------- |
| Danmark         | 4         |
| Hitliste (2021) | Placering |
| Danmark         | 36        |
| Hitliste (2022) | Placering |
| Danmark         | 64        |
| Hitliste (2023) | Placering |
| Danmark         | 78        |

| Land | Certificering | Salg    |
| --- | ------------- | ------- |
| Danmark (IFPI Danmark) | 3× Platinum   | 60.000^ |
| *Salgstal baseret på certificering alene. ^Forsendelsestal baseret på certificering alene. xUspecificerede tal baseret på certificering alene. |               |         |